# Frontière entre la République centrafricaine et le Soudan
La frontière entre la République centrafricaine et le Soudan est la frontière séparant la République centrafricaine et le Soudan.
Lors de l'indépendance du Soudan du Sud en 2011, la frontière fut réduite au 3/5e de sa longueur initiale.